# Killian Hayes
Killian Deron Antron Hayes (* 27. Juli 2001 in Lakeland, Florida) ist ein französisch-US-amerikanischer Basketballspieler. Der Point Guard wurde im NBA-Draft 2020 an siebter Stelle von den Detroit Pistons ausgewählt.

## Laufbahn
Hayes’ Vater, der US-Amerikaner DeRon Hayes, spielte als Basketballprofi in Frankreich, wo er seine französische Frau Sandrine, Killians Mutter, kennenlernte, die ebenfalls Basketball spielte. Er wurde in Lakeland (US-Bundesstaat Florida) im selben Krankenhaus geboren wie sein Vater DeRon. Dieser entdeckte früh das Basketballtalent seines Sohnes und förderte ihn. Die Ferien verbrachte Hayes oft im Heimatland seines Vaters.
Hayes durchlief die Nachwuchsabteilung von Cholet Basket und wurde mit der U18 des Vereins französischer Meister. Er bestand zwar die Prüfungen zur Aufnahme an den nationalen französischen Leistungssportstützpunkt INSEP, blieb aber auf Anraten seines Vaters in Cholet. 2017 nahm er in den Vereinigten Staaten am „Jordan Classic Brand Global“, einem Auswahlspiel mit einigen der weltweit talentiertesten Nachwuchsspielern seines Jahrgangs, teil und teilte sich dort mit dem Kanadier Addison Patterson die Auszeichnung als bester Spieler der Begegnung. Seinen Wunsch, in die Vereinigten Staaten zu wechseln und dort erst an einer Schul- und dann einer der namhaften Hochschulmannschaften zu spielen, setzte er auf Anraten des Vaters nicht um. Sein Vater schätzte die Fördermöglichkeiten für seinen Sohn in Frankreich besser ein als jene in den USA. Am sechsten Spieltag der Saison 2017/18 gab er im Oktober 2017 seinen Einstand in der ersten französischen Liga, der ProA. 2018 wurde Hayes als bester Spieler des französischen Nachwuchsturniers „Trophée du Futur“ ausgezeichnet. Da Hayes im Sommer 2019 nicht der Berufung in die U20-Nationalmannschaft nachkam, wurde er vom französischen Verband für Ligaspiele zwischen dem 20. September und dem 1. November 2019 gesperrt.
Anfang August 2019 wurde er vom deutschen Bundesligisten Ratiopharm Ulm verpflichtet und mit einem Dreijahresvertrag ausgestattet. Ende März 2020 gab er bekannt, sich für das Draftverfahren der NBA einzuschreiben. In 20 Bundesliga-Einsätzen für Ulm während des Spieljahres 2019/20 erzielte der Aufbauspieler durchschnittlich 11,6 Punkte und sorgte im Mittel für 5,6 Vorlagen zu Korberfolgen seiner Nebenleute.

### NBA
Beim NBA-Draftverfahren im November 2020 wählten ihn die Detroit Pistons an siebter Stelle aus. Er wurde damit der Franzose, der zu diesem Zeitpunkt die beste Platzierung in der Draftgeschichte erreichte und der sechste aus der Nachwuchsarbeit von Cholet Basket stammende Spieler nach Mickaël Gelabale, Rodrigue Beaubois, Nando De Colo, Kévin Séraphin, Rudy Gobert, dem der Sprung in die NBA gelang. Hayes bestritt 210 Hauptrundenspiele für Detroit, das Spieljahr 2022/23 mit Mittelwerten von 10,3 Punkten sowie 6,2 Vorlagen je Begegnung war sein bestes für die Mannschaft. Im Februar 2024 wurde er aus Detroits Aufgebot gestrichen.
Ende Juli 2024 nahmen die Brooklyn Nets Hayes unter Vertrag. Im Oktober 2024 wurde er noch vor dem Saisonbeginn aus dem Aufgebot gestrichen, er kam daraufhin zu den Long Island Nets in die NBA G-League. Im Februar 2025 statteten die Brooklyn Nets ihn mit einem Vertrag für zehn Tage aus. Hayes bestritt sechs Spiele für Brooklyn, sein Vertrag wurde anschließend nicht verlängert. Mitte März 2025 kehrte er zu den Long Island Nets zurück.

### Nationalmannschaft
Im August 2017 kam Hayes bei der U16-Europameisterschaft auf Mittelwerte von 16,6 Punkten, sieben Rebounds und 5,1 Korbvorlagen pro Begegnung, führte die französische Auswahl zum Gewinn des EM-Titels und wurde als bester Spieler des Turniers ausgezeichnet. Im Sommer 2018 gewann er mit Frankreich die Silbermedaille bei der U17-Weltmeisterschaft und wurde unter die besten fünf Spieler der Veranstaltung gewählt.

## Karriere-Statistik

### NBA

#### Hauptrunde
| Saison  | Team    | GP | GS | MPG  | FG % | 3P % | FT % | RPG | APG | SPG | BPG | PPG |
| ------- | ------- | -- | -- | ---- | ---- | ---- | ---- | --- | --- | --- | --- | --- |
| 2020–21 | Detroit | 26 | 18 | 25.8 | .353 | .278 | .824 | 2.7 | 5.3 | 1.0 | 0.4 | 6.8 |
| 2021–22 | Detroit | 65 | 39 | 25.2 | .383 | .262 | .778 | 3.2 | 4.2 | 1.2 | 0.5 | 7.0 |
| Gesamt  | Gesamt  | 91 | 57 | 25.4 | .374 | .267 | .787 | 3.1 | 4.5 | 1.1 | 0.5 | 6.9 |